# Beugró
A Beugró négyszereplős szituációs színházi játékokon alapuló szórakoztató televíziós műsor.
A műsorvezető Novák Péter, a rendező és producer Kapitány Iván. A négy szereplőnek (általában Pokorny Lia, Ruttkay Laura, Kálloy Molnár Péter, Szabó Győző, Rudolf Péter vagy Debreczeny Csaba) improvizációs feladatokat kell megoldania. A feladatok jellege nem változik, de a konkrét szituációkkal és szerepekkel akkor és ott találkoznak először. Díszletként általában csak négy szék áll rendelkezésükre.
A sorozat a TV2 2007-es szilveszteri műsorának részeként jelentkezett először a képernyőn, majd 2008 márciusától heti rendszerességgel is elindult. Mivel a társaságnak nem feleltek meg a nézettségi mutatók, bejelentették a műsor végét, ám közösségi kezdeményezésre az év őszétől átvette az M1 a Comedy Central támogatásával. A közszolgálati adó forráshiány miatt csak egy évig volt képes a Beugró folytatására, minekutána 2009 őszétől az RTL Magyarországhoz tartozó a Cool TV vitte tovább. A gyártó 2011 januárjában a Cool TV helyett a nagyobb lefedettségű Viasat 3-mal kötött új szerződést, ahol már Beugró plusz címen folytatódhatott, majd az adó egy év múlva bejelentette, hogy nem rendel új részeket. Évekkel később, 2017 őszén ismét az RTL Magyarország egyik adója, az RTL II tűzte műsorára a sorozat újabb részeit Beugró X címen.

## Története

### A kezdetek (2007–2009)
A műsor sok részletből állt össze Szurdi Tamás alapötlete nyomán. Az alapját adó rögtönzés természetes emberi cselekvés a hétköznapokban is – nem áll jogvédelem alatt (ellenben a műsorban felvonultatott konkrét játéktípusokkal). A színészképzés egyik alapfeladata a rögtönzésre épülő helyzetgyakorlat. Mind itthon mind külföldön voltak és vannak erre épülő, hasonló jellegű műsorok, amelyek a színészek személyén túl, lényegesen csak a rögtönzést áttekinthető korlátok közé szorító játékszabályokban különböznek. Ilyen a brit Channel 4, majd később az amerikai ABC csatornán futó Whose Line Is It Anyway? (WLIIA) is. Így a pilot elfogadása után a műsor végleges formájának csiszolgatása során a készítők több másik műsor mellett a WLIIA-t is figyelembe vették.
A műsor 2007. december 31-én 22:35 és 23:05 között debütált a TV2 csatornán, hosszú előkészítő fázist követően. A Beugró mind szakmailag, mind a közönség körében sikeres volt, így egy hosszabb szünet után 2008. március 14-én sorozatként is elindult, péntek 23 órai kezdettel. Közben március 13. és április 26. között felkerült a Videára a sosem sugárzott pilot adás kilenc részletben, mely később a 2008. őszi évad DVD-jén is szerepelt extraként. 11 rész került adásba, illetve még egy, a kimaradt jelentekből összevágott műsor. Sikere töretlen volt, ezért is okozott meglepetést, amikor május 6-án a TV2 bejelentette, hogy a Beugró kimarad a csatorna őszi műsorrendjéből. A műsor megmentése érdekében internetes petíció indult, melynek hatására elkezdődtek a tárgyalások. Kiderült, hogy a műsor iránt a Magyar Televízió és a Comedy Central is érdeklődik.
Szeptember 13-ától szombatonként, 22 órától folytatódhatott a Beugró az M1-en, műsorideje pedig fél óráról 50 percre növekedett, valamint egy közönségjátékkal is bővült. Indulásától (október 1.) kezdve a Comedy Central magyar csatornája is sugározni kezdte. A műsor időpontját október 31-től péntek 21 órára módosították. Decemberben egy hét szünet után még két rész került adásba, 21:20-ra változtatva a kezdés időpontját. Szilveszterkor a Millenárison szerepeltek a színészek, ahol a műsor első felében Pokorny Liát Udvaros Dorottya helyettesítette. A játékok mellett a vendégeknek zenés vacsora elköltésére is lehetőségük volt. Ezután ismét szünet következett, de a Comedy Central folyamatosan (az első részektől kezdve) sugározta a műsort, 2009. január 24. és január 25. délutánján pedig két, öt-öt órás Beugró-adással készültek, melyet a sikerre való tekintettel március 21–22-én megismételtek. A harmadik évad február 13-án pénteken, 22:40-kor indult a szilveszteri felvételekkel, majd húsvét után (egy hét szünettel) 20:10-es kezdéssel folytatták a vetítését június 5-ig. Május 5-én A Társulat című műsor szereplőivel vettek részt jótékonysági műsorban. Közben elindult a Beugró Klub Budapesten a Take5-ban. Augusztus 1-jén a siófoki Coke Clubban lépett föl a társulat.

### Cool TV (2009–2010)
2009 szeptemberére országos turnét terveztek, ám ez anyagi okokból meghiúsult, a negyedik évad pedig a Cool TV-n indulhatott október 16-án 21:15-kor, és tíz epizód után december 18-án fejeződött be. Megjelent a műsor társasjáték formában Fejtő Nóra fejlesztésében (melyet két további változat követett), illetve a második évad DVD-n. Egy, a Neo FM-en 2009 novemberében indult rádiós műsor is kapcsolódott a televíziós adásokhoz Beugró+ címen akkor még kísérleti jelleggel, mely műsort 2010 decemberéig sugározták. December 27-én a Corvintetőn Beugró Live Partyt (Beugró Klubbal egybekötve Kálloy-Molnár Péter és Szabó Győző részvételével), 2010. január 6–7-én pótszilvesztert (Debreczeny Csaba helyettesítette Szabó Győzőt) rendeztek, amelyekről nem készül televíziós felvétel. A Magyar Telekom évindítóján, január 12-én szintén felléptek a Művészetek Palotájában, ahol a négy Beugró-színész mellett ismét szerepelt Debreczeny Csaba. Erre az időszakra a műsor hivatalos Facebook-profilja 10 000-nél is több rajongót számlált, valamint jelentős rajongói csoport alakult a Naszódi Balázs fejlesztette hivatalos oldalon működő fórumon is.
Az ötödik évad 2010. március 19-én indult a negyedikhez hasonló keretek között és ismét tíz részt számlált. A műsorban hivatalosan bejelentették Debreczeny Csaba csatlakozását a társulathoz. Március 20-án Tapolcán a Hunguest Hotel Pelionban léptek fel a színészek. Május 10–11-én újabb nem rögzített előadásokat tartottak a Centrál Színházban. Az első évad 30-án jelent meg DVD-n. Az évad május 21-én ért véget, melyet 24-én a második Beugró Live Party követett. Az év nyarán a műsor ismétlései egyszerre szerepeltek a TV2, az M2, a Comedy Central és a Cool TV műsorrendjében. Szeptember 25-én kapta meg a Beugró a Kamera Hungária Televíziós Műsorfesztivál heti rendszerességű szórakoztató műsor kategóriájának fődíját. Október elején a Facebook-rajongók száma átlépte a 100 000-et is. A hatodik évad október 20-tól december 22-ig, szerdánként került adásba 21:25-ös kezdéssel, további tíz résszel. 2011. január 21–23-án a tapolcai Hotel Pelionban Beugró-hétvégét tartottak a színészek részvételével (kivéve Szabó Győzőt).

### Beugró plusz (2011–2012)
Január 28-án jelentették be, hogy a műsor hetedik évadja, immáron negyedik otthonán, a Viasat 3-on folytatódik. Kereszty Gábor, a csatorna kreatív igazgatója, 2007-ben még a TV2 vezérigazgatójaként javasolta Poich Lóránd programigazgatónak a Beugró leigazolását, melyről 2011-ben úgy nyilatkozott, hogy illeszkedik a Viasat 3 célcsoportjához. Az új évad a Beugró plusz nevet kapta, a csatorna magyarázata szerint azért, hogy a nézők könnyebben megkülönböztessék az új részeket a régiektől, míg kreatív oldal szerint azért, mert a műsor a hatodik (plusz) Beugró-színész tehetségkutató valóságshow-szerű kiválasztását követi nyomon a Beugró-játékok segítségével. Az évad 12 része március 11-től május 27-ig, péntekenként 21:15-kor került adásba. A hatodik beugró címéért Ruttkay Laura, Mészáros Béla, Fodor Annamária, Bozsó Péter, Csonka Szilvia és Balla Eszter versengtek, kik közül a három előbbi jutott a második fordulóba, ahol Ruttkay Laura bizonyult a legjobbnak. A nézők a Facebookon szavazhattak kedvenceikre, ám ezek a szavazatok nem számítottak a végső sorrend kialakításában, a műsor kreatív csapata döntött. A közönségszavazás nyertese Bozsó Péter volt, aki egyeztetési okokból sem tudta volna vállalni a további szerepléseket.
A nyári szünetben Beugró TV címen interjúrészleteket és további kimaradt jeleneteket tettnek közzé a Beugró hivatalos és Facebook-oldalán. A második Beugró plusz évad epizódjai a már Ruttkay Laurával kibővült hattagú társulat segítségével a Facebook-közösség által megszavazott tizenkét téma közül dolgoztak föl egyet-egyet. Mivel az előző évad díszlete negatív visszajelzéseket kapott, azt újraszínezték, és a lehetséges variációk közül ismét a Facebookon lehetett szavazni. Az első tizenegy rész szeptember 16. és november 25. között, péntekenként 21:15-kor került adásba; míg a tizenkettedik 2012. január 1-jén 21:00-kor. 2011. november 22-én mutatta be a Filmservice hivatalos engedélyével a Győri Nemzeti Színház GyőrBe-Ugró címmel havi rendszerességű improvizációs előadását a Kisfaludy Teremben a színház fiatal művészeivel. A Viasat 3 január 26-án jelentette be, hogy nézettségi okokból nem rendel be további Bugró plusz-epizódokat, ám Kapitány Iván producer azt nyilatkozta, hogy a sorozat más formában, de folytatódni fog. Végül 2012 tavaszától csatorna hiányában bár a Centrál Színház folytatta a Beugró-előadásokat, azokat nem rögzítették a sorozathoz.
2013. február 7-én a londoni Stage in London színpadon lépett fel a társulat. 2013 novemberében a pilot forgatásának helyére, a Játékszínbe költözött a produkció. A műsor ismétléseit a Duna World és a Prizma TV, majd annak átalakítása után az RTL+ sugározta. 2016. december 19-én az ötvenedik Játékszín-beli előadást (összesen a 262.-et) élőben streamelte az Origo. A szereplők Pokorny, Rudolf és Kálloy-Molnár mellett az egykori Beugró beugrója, Hajós András.

### Beugró vs. Dumaszínház
2012 őszén a Dumaszínház humoristái versenyre hívták ki a Beugró művészeit. Az első nyilvános vetélkedést október 3-án tartották a Debreczeny Csaba, Kálloy Molnár Péter (Beugró), Janklovics Péter és Kovács András Péter (Dumaszínház) részvételével a Corvin Dumaszínházban, Novák Péter vezetésével. A közönségszavazással kiválasztott győztes Janklovics Péter lett. A második menetet a Dumaszínház részéről Hadházi László és Mogács Dániel, míg a Beugró részéről Pokorny Lia és Szabó Győző részvételével tartották november 14-én.

### Beugró X (2017)
2017. szeptember 20-án a Beugró hivatalos Facebook-oldalán jelentették be, hogy újabb Beugró-tévéfelvételeket tartanak. Az évad 2017. október 27-én, pénteken indul az RTL II-n. Az új évadra visszatért Novák, Pokorny, Kálloy-Molnár, Rudolf és Szabó, Ruttkay azonban nem.

## Felvételek
Az első nyolc évad felvételei kéthetente hétfőn és kedden voltak a fővárosi Centrál Színház kisszínpadán. A felvételek általában három óra hosszúak. A helyek elfoglalása érkezési sorrendben történt. Az előadások jegyei általában hónapokkal előbb elfogytak. A felvételek alatt a rendező a közvetítőkocsiból instruálja az operatőröket és a műsorvezetőt. Egy adás költsége hatmillió forint körül van. Az első évadot 2007. október 9. és 2008. április 29., a második évadot 2008. augusztus 25. és november 18., az ötödik évadot 2010. február 22. és április 20., a hatodik évadot 2010. szeptember 27. és november 23. között, a hetedik évadot 2011. február 21. és május 3. között, a nyolcadik évadot 2011. szeptember 5. és november 8. között forgatták.
A pilot adás felvétele 2007. május 7-én történt a Játékszínben.

## Epizódok
| Évad | Évad       | Részek száma | Részek száma | Eredeti sugárzás     | Eredeti sugárzás   | Eredeti adó |
| Évad | Évad       | Részek száma | Részek száma | Évadbemutató         | Évadzáró           | Eredeti adó |
| ---- | ---------- | ------------ | ------------ | -------------------- | ------------------ | ----------- |
|      | Pilot      | Pilot        | Pilot        | 2007. december 31.   | 2007. december 31. | TV2         |
|      | 1.         | +12          | +12          | 2008. március 14.    | 2008. június 6.    | TV2         |
|      | 2.         | 14           | 14           | 2008. szeptember 13. | 2008. december 19. | M1          |
|      | 3.         | 16           | 16           | 2009. február 13.    | 2009. június 5.    | M1          |
|      | 4.         | 10           | 10           | 2009. október 16.    | 2009. december 18. | Cool TV     |
|      | 5.         | 10           | 10           | 2010. március 19.    | 2010. május 21.    | Cool TV     |
|      | 6.         | 10           | 10           | 2010. október 20.    | 2010. december 22. | Cool TV     |
|      | 7.         | 12           | 12           | 2011. március 11.    | 2011. május 27.    | Viasat 3    |
|      | 8.         | 11+          | 11+          | 2011. szeptember 16. | 2011. november 25. | Viasat 3    |
|      | Újévi adás | Újévi adás   | Újévi adás   | 2012. január 1.      | 2012. január 1.    | Viasat 3    |
|      | Élő stream | Élő stream   | Élő stream   | 2016. december 19.   | 2016. december 19. | Origo.hu    |
|      | 9.         | 10           | 10           | 2017. október 27.    | 2017. december 29. | RTL II      |

## Játékok
A műsor a Színház- és Filmművészeti Egyetemen is használt improvizációs feladatokra épít.
| Ábécé szerinti tartalomjegyzék                                                                           |
| --- |
| A, Á B C Cs D Dz Dzs E, É F G Gy H I, Í J K L Ly M N Ny O, Ó Ö, Ő P Q R S Sz T Ty U, Ú Ü, Ű V W X Y Z Zs |

1-2-3-4
A négy színész négy boríték közül választ egyet-egyet, amelyekben az 1-2-3-4 számok szerepelnek. Amelyik számot húzták, csak pontosan annyi szóból álló mondatokat mondhatnak ki a jelenet során, így van, aki szabadabban beszélhet, míg valaki csak egy szóval helyeselhet, kérdezhet stb., így számára még fontosabb a gesztikuláció, a mimika és a hanglejtés. Ha van Beugró beugrója, s így öt színész szerepel, az ötödik borítékba a 0-t teszik, így az ezt húzó színésznek nem szabad megszólalnia. A WLIIA-ban Number of Words néven szerepelt, de 2-3-4-5 szóval.
4 kérdés
A színészek vagy a közönség tagjai húznak a „Kik? Hol? Mivel? Mit?” kérdésekre válaszoló cédulák közül, amiket a műsorvezető sorrendben, de bizonyos időközökkel felolvas, a színészek pedig ennek alapján alakítják a szituációt. A második évadban jelent meg.
4 kezes
A negyedik évadban jelent meg a Segítő kéz változataként, ezen a néven a hatodik évad végén mutatkozott be. Két pár játssza, egy-egy kéz és egy-egy fej. Adott egy szituáció és gyakran valamilyen tárgy (általában étel), melyek segítségével kell boldogulni a négy színésznek.
Állatkerti mesék
A színészeknek állatokat megformálva kell helyt állniuk az adott szituációban. Hasonló jellegű volt az Animals a WLIIA-ban.
Befutó
Van egy alapszituáció. A négy színészből három különböző hatásokra (valaki kimond egy bizonyos szót; hozzáér egy adott tárgyhoz, testrészhez; tesz valamit) valamilyen, normálistól eltérő tevékenységbe kezd (mond valamit, mozog valahogy). A negyedik színész feladata kitalálni a kiváltó okokat és a következményt. Hasonlóságokat mutat a WLIIA-ban látható Party Quirks játékkal.
Bekérdező
A színészeknek csak kérdésekkel szabad tovább építeni a szituációt. Az első kérdést vagy az alapszituációt a műsorvezető adja meg. A harmadik évadban jelent meg. A WLIIA Questions Only játékának felel meg.
Bemozduló
Három színész szerepel: egy áll, egy ül, egy fekszik. Minden testhelyzethez egy tulajdonság van rendelve, s ezeket csengőszóra változtatják. Ezen kívül minden szereplőnek van egy állandó saját tulajdonsága is. Így kell eljátszani az adott jelenetet. A negyedik évadban jelent meg, hasonlatosság fedezhető fel benne és a WLIIA-féle Stand, Sit, Lie című játékban.
Beolvasó
A nyolcadik évadban megjelent játékban hárman játszanak egy szituációt: ketten csak a kezükben tartott újságból vagy folyóiratból olvasott mondatokkal kommunikálhatnak, míg a harmadik színész próbál ezeknek értelmet tulajdonítani, egyben tartani a szituációt.
Bevetés
Egyedi tulajdonságokkal rendelkező szuperhősöknek kell hétköznapi helyzeteket megoldania – hanghatásokhoz idomulva, önmagukat narrálva. A negyedik évad újítása. Némi eltérésekkel megfeleltethető a WLIIA-ban látható Superheroes feladatnak.
De jó, hogy itt vagy!
Az alapszituációt (és a negyedik szerepét) csak három színész ismeri. A negyedik feladata kitalálni azt. A játék a harmadik szériában jelent meg. Az ötödik évadban ez a játék szolgált A Beugró beugrói belépőjéül.
Elfordítás
Az egyik színész egy idegen nyelven, erősen gesztikulálva, mutogatva elkezd egy meghatározott témájú előadást. A másik e nyelv és a téma ismerete nélkül kell tolmácsolja a prezentációt. Előfordult, hogy a tolmács magyarról magyarra „fordított”. Ennek két változata volt: az egyikben az „idegen nyelves” változathoz hasonlóan a tolmács mellett egy színész beszélt a közönséghez felfedve a mondatok mögöttes jelentéstartalmát, a másikban két színész beszélt egymáshoz, és a tolmács „fordította” az egyik szavait a másiknak. A WLIIA-ban Expert Translation néven futott.
Ellenkező-leg
A két színész közül az egyik bemutatja, hogy társának eleinte pozitívnak vélt tulajdonságából az évek alatt hogyan lett idegesítő szokás. A második évadban jelent meg.
Fejhang
Két színész játszik egy adott jelenetet, míg a másik két színész tolmácsolja ki nem mondott gondolataikat. Hasonlít az Ördög és angyal játékra. A 7. évadban jelent meg.
Felező
A nyolcadik évad új játéka, amelyben két szereplőnek egy jelenetet háromszor is el kell játszania egymás után, egyre rövidebb idő alatt (például 60–30–15 másodperc).
Fényező
A hetedik évad kimaradt jelenetei közt feltűnt feladat, melyben egy színésznek adott furcsa (színészi) feladatot kell teljesítenie, míg a másik három zsűriként reagál a látottakra.
Filmszinkron
A színészek egy ismert film részletét szinkronizálják újra. A szinkron témája lehet adott, vagy szabadon választott is. A hatodik évadban jelent meg a játék egy új változata, melyben a korábban eljátszott Halandzsa-jelenetet szinkronizálták újra. Szerepelt a WLIIA-ban is Film Dub néven.
Fotóalbum
Adott egy történet. Három színész három képet ragad ki belőle, melyeket egymás után bemutatnak a negyedik színésznek, akinek ebből kell rekonstruálnia az eseményeket. A harmadik évadban jelent meg.
Halandzsa
A negyedik évadban megjelent az Elfordítás játék egy teljesen különböző változata, melyet az ötödik évadtól hivatalosan is Halandzsa néven emlegettek. Mind a kettő–négy színész szerepel, egy idegen nyelvet imitálva kell eljátszaniuk az adott jelenetet. A cselekmény csak a hangsúlyokból és testbeszédből derül ki.
Háztáji
A második évadban az interakció jegyében minden héten újabb feladatokat adtak a nézőknek, melyeket videón rögzítve feltölthettek a műsor akkori támogatójára, a Videára. Ezek értékelése nem történt meg.
Időgép
Adott egy jelenet, majd a műsorvezető utasításai szerint a színészeknek elő kell adniuk annak előzményeit, következményeit, megadott időben. A hetedik évadtól látható.
Kaméleon
A negyedik évadban szerepelt először. Egy színész mindig átveszi a többi három jellegzetes tulajdonságai közül azét, akivel éppen beszél.
Kelléktár
A Kelléktár a hangszínek, gesztusok, mozdulatok boltja. A vevő egy bizonyos eseményhez kér kiegészítőket. Az eladó bemutatja a megfelelő mozdulatsort, amit a vevőnek utánoznia kell. A harmadik évadban jelent meg.
Kétlövetű
A játékban két színész csak két-két adott mondatot mondhat a meghatározott szituáció során, míg a harmadik, szabad kezet kapó színésznek kell értelmet adnia a beszélgetésnek. Az eredetije a WLIIA-ban a Two Line Vocabulary.
Kezdjük újra
Az első szezonban szerepelt egy alkalommal. Az adott dialógust más és más műfajokban (operett, opera, bábjáték) – azokat parodizálva – kell eljátszania a színészeknek újra és újra. A második évadtól Remek-remake néven futott tovább.
Kinéző
Az előadásra készülő színészeket alakítják a szereplők. Az egyik a függöny rését szimbolizáló lyukon egy ismerőst lát meg a nézőtéren (az ismerőst előre kiválasztják, és a karakter keverő kehely [egy shaker tele papírlapokkal, melyeken karakterek vannak] segítségével kiléttel is felruházzák). Erre kell felépíteni a szituációt. A negyedik évadban debütált.
Kis színes
A harmadik évadban megjelenő feladat. Egy valós újsághír címe, vagy egy rövid cikk köré kell a színészeknek történetet építeniük. Ehhez, a műsort akkor támogató Blikk példányait használták.
Közvetítés
Egy abszurd sportot (például kerítésfestés részegen) kell kommentálnia a sportriporternek és a szakértőnek. A hatodik évadban vezették be.
A lakás
Az ötödik évadban szerepelt játék. A szponzorok biztosította bútorok és kellékek segítségével kell a színészeknek prezentálniuk egy jelenetet. A műsorvezető mobiltelefonon és hasonló eszközökön keresztül utasítja a színészeket.
Lassítás
A színész(ek) ha kell, előbb valós időben, majd lassítva is előadnak egy cselekvést; a lassítás során új mozzanatokat csempészve bele. A második évadban jelent meg.
Libikóka
Az adott szituáció egy konfrontáció, ahol kezdetben az egyik fél dominál, míg csengőszóra a szerepek felcserélődnek. Először a hetedik évadban láthattuk. A következő évadban a csengőszó helyett a két éppen nem játszó színész mutatta karjával háromfokú skálán, hogy a vele szemben lévő játékos éppen milyen helyzetben van.
Lyuk a hasba
Az egyik színész feladata, hogy meggyőzze a másikat egy adott témában. Az első évadban szerepelt.
Nagy pillanat
A nyolcadik évad új játéka, melyben három szereplő fellázad a negyedik valamely szokása vagy cselekedete ellen – megfelelő zenei kíséretre.
A nap szava
Az egyik néző felüti az Idegen Szavak Szótárát, egy másik pedig kiválaszt egy szócikket. A színészek feladata a kiválasztott szót minél többször felhasználniuk a többi feladat során. A második és a harmadik évadban fordult elő. A harmadik évadban az Akadémiai Kiadó is támogatta a műsort, így a kiadó Idegen szavak és kifejezések szótára című kiadványát kezdték el használni. A köteteket a színészek dedikálták, és minden műsor után kisorsolásra kerültek. Később egyetlen néző csinálta mind a két dolgot.
Narráció
Két színész narrátora és szereplője is az adott szituációnak, így az elmondottakkal befolyásolni tudják társuk cselekvéseit is. A harmadik évadban a Narráció jeleneteiben a közönség számos tagját is a színpadra invitálták, és narrálták a színészek. A játék a WLIIA-ban Narrate és Film Noir neveken szerepelt.
Nyitány
A harmadik évad epizódjai rendszerint egy nyitánnyal – a színészek bemutatkozásával kezdődtek. Ez eleinte úgy történt, hogy a színészek egyesével érkeztek a színpadra, és mindegyik a székek segítségével, a másodiktól az előző színész jelenetét átalakítva, egy szituációt improvizált. Később Novák Péter szólította őket a színpadra, és mindegyiküknek a karakter keverő kehely segítségével adott feladatot, milyen szerepkörben csatlakozzanak a kibontakozó jelenethez. A negyedik évadban a színészeknek egy, a nézők által kitalált szituációban kell a szintén általuk kitalált karakterek bőrébe bújva helyt állniuk. Ez a feladat nem kapott hivatalos nevet.
Ördög és angyal
A színészek közül kettő, az ördög és az angyal próbálja rossz illetve jó irányba terelni egy harmadik cselekedeteit egy adott helyzetben kimondva annak gondolatait. A harmadik színész feladata, hogy a két énjének vitája szerint adja elő szerepét.
Őrült rendező
Az egyik színésznek rendezőként kell normálistól eltérő instrukciókkal ellátnia a többit. A 2008. október 18-i adásban ezzel a címmel jelent meg a Remek-remake is. A WLIIA-beli megfelelője a Director, valamint hasonlóságokat mutat a Hollywood Director játékkal.
A per
Egy színész a per során (melynek vádlottja egy kiválasztott néző) egy személyben játssza el az ügyvéd és az ügyész szerepét, kik között a csengő hangjára vált. A második évadban jelent meg.
Rájátszás
A kapott, pár soros egyszerű dialógust viszik többször színre, és töltik meg a színészek tartalommal és cselekvésekkel. Előfordul, hogy többször is előadják a szöveget egy jeleneten belül, immár megváltozott körülmények között, ezt általában előre bejelentik a nézőknek, hogy nem lesz ott vége, ahol a szöveget először fejezik be.
Raport
Három színész vallat, interjúvol egy negyediket. A színésznek a gyakran összefüggéstelen kérdésekre kell összefüggően válaszolnia. Az első kérdést a műsorvezető adja meg. Ez a játék egy televíziós adásba sem került bele, azonban az interneten megtalálható kimaradt jelenetek (harmadik évad) közé igen.
Remek-remake
A Kezdjük újra második és harmadik évadbeli megfelelője, ahol a jelenetet különböző műfajokban (japán karatefilm, királydráma, szappanopera) kell ismételten előadni. Kezdetben az Őrült rendező elkészült jeleneteiként konferálták föl. Előfordult, hogy az elkészült változatokból csak egy került adásba, de az alternatív változatok hozzáférhetővé váltak az interneten. A WLIIA-ban ilyen játék volt a Film, TV & Theatre Styles, melyben azonban a jelenetet folytatni kellett a stílusváltás után.
Rémtétel
Egy színész egy érettségiző diákot alakít, akinek egy nem valóságos tételt kell bizonyítania a háromtagú bizottság előtt. A harmadik évadban jelent meg.
Rövidzárlat
A meghatározott szituáció során a csengő hangjára „kialszik a fény” (melyet a reflektorok felkapcsolása jelez), a színészek pedig ennek alapján, a megváltozott helyzetben játszanak tovább. Az első évadra volt jellemző, majd a negyedik évad kimaradt jelenetei közt tűnt fel ismét, és a 7. évadban kezdték újra játszani.
Segítő kéz
A fejet és a kezet más-más színész alakítja ebben a játékban. Az első évadban még csak a kéz, a második évadtól mindkét színész különböző témát kap, melyet prezentálnia kell. A beszélő fej nem tudja, mit kell elmutogatnia a kéznek, de ahhoz alkalmazkodva kell folytatnia monológját. A harmadik évadban előfordult olyan formában is, hogy a kéz és a fej egy harmadik színésznek mutogat, illetve hozzá beszél. Ennek a WLIIA műsorban Hands Through volt a neve, de a Helping Hands nevet viselő játékra is hasonlít. Ebből fejlődött ki a 4 kezes.
Stoptrükk
Az alapszituációt eljátszó két színészt bármely másik megállíthatja a „Stop!” szóval, és az adott pillanatban rögzült mozdulattal az egyik színész helyére lépve másikat kezdhet. A harmadik évad egyes epizódjaiban az asszociációt egy tárgy is segíti (például banán, esernyő, hajszárító), máskor pedig az éppen nem játszó színésznek a többieknek háttal állva, „vakon” kell „Stop!”-ot kiáltania. A WLIIA-ban Tag néven szerepelt.
Tárgyeset
Adott az alapszituáció és két színész. A műsorvezető folyamatosan újabb és újabb tárgyakat ad a színészeknek, melyeket bele kell építeniük a jelenetbe, vagy tovább kell asszociálniuk róla. A játék csak az első évad DVD-kiadásán látható kimaradt jelenetként.
Távkapcsoló
A hatodik évad játékújítása: a színészek egy-egy televíziócsatornát képviselnek (szappanopera-, sci-fi-, hírcsatorna stb.), melyek között a műsorvezető csengőszóval és a csatorna nevének bemondásával váltogat. A feladat része, hogy egy adott közös kulcsszó köré kell építeni a csatorna „műsorát”. Később a csatornákhoz szignált is ki kellett találni, illetve az előző csatorna utolsó mondatával kellett kezdeni.
Váltóláz
A színészek az adott szituációban a képernyőn piros, illetve kék színnel megjelenő érzelmek, jellemvonások, tulajdonságok instruálják, melyek alapján kell az eljátszott szerepüket tovább alakítaniuk. Eleinte mint a Zsebszöveg variációja szerepelt. Hasonló jellegű játékok voltak a WLIIA-ban a Emotion Option és a Change of Emotion.
Visszajátszás
A negyedik évadban a Lassítás azon változatát hívták így, amikor a színész először valós időben is eljátssza a jelenetet, azonban a második játék közben csengőszóra kell változtatni a sebességet.
Ugyanezen a néven a hetedik évadban jelent meg egy új játék, melynek lényege, hogy a színészeknek egy jelenetet visszafele kell eljátszaniuk, amit aztán a modern televíziós technika segítségével a jó irányba is lejátszanak.
Záróakkord
A színészek zenei aláfestésre, megadott téma alapján dalszöveget improvizálnak. Vagy egy-egy szót (első évad), vagy sort (második évadtól) énekelhetnek. Előfordult olyan változatban is, melyben egy szereplőnek kellett improvizálnia a másik három nyújtotta „zenére” (első évad), máskor arra volt szabály, hogy ki mikor és mennyit énekelhet. Esetenként a hangszeres kíséretet is a színészek szolgáltatták. Ebben a játékban több ízben részt vett a műsorvezető is. Az egyszavas változat hasonlít a WLIIA Three-Headed Broadway Star játékára.
Zűrös nap
Egy színész meséli el egy zűrös napjának történetét, melyet különböző hanghatások alapján kell továbbszőnie.
Zsebszöveg
A színészek a játék elején kapnak egy bizonyos számú cédulát (legtöbbször három). Elkezdik a meghatározott szituáció eljátszását, de csengőszóra felváltva előveszik a zsebükbe helyezett cédulákat. A cédulákon egy-egy mondat van, amit be kell építeniük a beszélgetésbe. A harmadik évad utolsó részében a közönség tagjai is írtak zsebszövegeket. A legtöbbször szerepelt játék a műsor történetében. Megfeleltethető a WLIIA eredeti Whose Line és Sentences játékaival.

## Vendégszereplők
A műsor sokszínűségének érdekében időnként vendégszereplőt hívnak a műsorba. Az első évadban Gesztesi Károly és Oroszlán Szonja, míg a második évadban Fenyő Iván és Kovács Patrícia vehetett részt a produkcióban. A 2008 szilveszterén felvett adás első felében Udvaros Dorottya helyettesítette Pokorny Liát. A harmadik évadban vendégszereplőként feltűnt még Debreczeny Csaba, Kamarás Iván, Cserhalmi György és Básti Juli. A negyedik évadban végig az eredeti gárda szerepelt, míg az ötödikben (amellett, hogy Debreczeny Csaba, aki első szereplése óta rendszeresen vesz részt Beugró-fellépéseken, három alkalommal megjelent a műsorban mint a társulat új tagja) A Beugró beugrója keretében számos ismert személyiség vendégeskedett a társulat mellett a műsorok második felében. A Beugró beugrói a De jó, hogy itt vagy! játékkal jelentek meg, majd a társulat többi tagjával tették magukat próbára. A hatodik évadban beugróknak fiatal színészeket hívtak meg, míg a hetedik évadban a Beugró plusz-versenyzőket szerepeltették hasonló módszerrel (ám itt egy, az eredeti társulatból sorsolással kiválasztott színész elhagyta a színpadot a versenyző megjelenésekor). A vendégszínészek közül többen a Beugró+-ban is szerepeltek.

## Társasjátékok
A műsor hivatalos társasjátéka 2009 őszén jelent meg az Alter Játék és a Keller & Mayer gondozásában. A fejlesztő, Fejtő Nóra saját bevallása szerint olyan játékot szeretett volna készíteni, „ami nem válik sablonossá, nagy társaságban is élvezhető legyen, de azért ne csak akkor lehessen előszedni, ha nagyon sokan gyűltek össze. Egyszerű legyen, ne azzal menjen el az idő míg a játékhoz való előkészület zajlik, és hogy több alkalommal is elő lehessen venni, ne csak egyszer játszható legyen.” A társasban játszható Zsebszöveg, Váltóláz, 1-2-3-4, Stoptrükk, Ördög és angyal és Bekérdező játék. A fejlesztés során rendelkezésére álltak a műsor forgatókönyvei. A játékhoz 180 (játékonként 30) szituáció is tartozik, valamint zsebszövegek, Váltóláz-hangulatok és Beugró-csengő. A társas az év decemberére elfogyott, 2010 februárjától került újra forgalomba. Az év májusában jelent meg az új szituációkkal feltöltött változat, a Beugró Újratöltve, szeptemberben pedig a Beugró 2., melyben a Kaméleon, Lassítás, Befutó, Fotóalbum, Rémtétel és a Zsebszöveg játékokban próbálhatják ki magukat a játékosok.

## Nézettség
| Évad | Premier              | Premier     | Premier | Finálé             | Finálé   | Finálé | Adó      | Idősáv              | Teljes lakosság (4+) | Teljes lakosság (4+) | Célcsoport (18–49) | Célcsoport (18–49) |         |
| Évad | Dátum                | AMR         | SHR     | Dátum              | AMR      | SHR    | Adó      | Idősáv              | AMR                  | SHR                  | AMR                | SHR                |         |
| ---- | -------------------- | ----------- | ------- | ------------------ | -------- | ------ | -------- | ------------------- | -------------------- | -------------------- | ------------------ | ------------------ | ------- |
| 1.   | 2007. december 31.   | 1,33 millió | 28,7%   | 2008. június 6.    | 384 ezer | 21,0%  | TV2      | péntek 23:00        | 491 ezer             | 22,0%                | 253 ezer           | 23,0%              |         |
| 2.   | 2008. szeptember 13. | 273 ezer    | 8,9%    | 2008. december 19. | 368 ezer | 9,4%   | M1       | szombat 22:00/21:00 | 273 ezer             | 7,4%                 | 117 ezer           | 6,9%               | [ n 1 ] |
| 3.   | 2009. február 13.    | 173 ezer    | 7,5%    | 2009. június 5.    | 294 ezer | 6,8%   | M1       | szombat 22:40/20:10 | 228 ezer             | 7,6%                 | 93 ezer            | 7,3%               | [ n 2 ] |
| 4.   | 2009. október 16.    | N/A         | N/A     | 2009. december 18. | N/A      | N/A    | Cool TV  | péntek 21:15        | N/A                  | N/A                  | N/A                | N/A                |         |
| 5.   | 2010. március 19.    | N/A         | N/A     | 2010. május 21.    | N/A      | N/A    | Cool TV  | péntek 21:15        | N/A                  | N/A                  | 77 ezer            | 4,2%               |         |
| 6.   | 2010. október 20.    | N/A         | N/A     | 2010. december 22. | N/A      | N/A    | Cool TV  | szerda 21:25        | N/A                  | N/A                  | 75 ezer            | 3,9%               | [ n 3 ] |
| 7.   | 2011. március 11.    | N/A         | N/A     | 2011. május 27.    | N/A      | N/A    | Viasat 3 | péntek 21:15        | N/A                  | N/A                  | N/A                | N/A                |         |
| 8.   | 2011. szeptember 16. | N/A         | N/A     | 2012. január 1.    | N/A      | N/A    | Viasat 3 | péntek 21:15        | N/A                  | N/A                  | N/A                | N/A                |         |
| 9.   | 2017. október 27.    | N/A         | N/A     | 2017. december 29. | N/A      | N/A    | RTL II   | péntek 22:00        | N/A                  | N/A                  | N/A                | N/A                |         |

1. ↑  12 rész alapján
2. ↑  11 rész alapján
3. ↑  5 rész alapján